# Astrocladus annulatus
Astrocladus annulatus är en ormstjärneart som först beskrevs av Matsumoto 1912.  Astrocladus annulatus ingår i släktet Astrocladus och familjen medusahuvuden. Inga underarter finns listade i Catalogue of Life.